# Günther Witteck
Günther Witteck (* 5. April 1928 in Dresden) ist ein ehemaliger deutscher Politiker (SED). Er war Vorsitzender des Rates des Bezirkes Dresden.

## Leben
Witteck entstammte einer Arbeiterfamilie und erlernte von 1942 bis 1944 in Görlitz den Beruf des Elektromaschinenbauers. 1945 wurde er zum Reichsarbeitsdienst, dann zur Wehrmacht eingezogen. Von 1945 bis 1947 war er als Elektriker in Niedersedlitz tätig.
Er trat im November 1945 der KPD bei und wurde 1946 Mitglied der FDJ und der SED. Von 1947 bis 1948 wirkte er als FDJ-Funktionär im Kreis Dippoldiswalde, zuletzt als Zweiter Sekretär der dortigen FDJ-Kreisleitung. Von 1948 bis 1949 war  er politischer Mitarbeiter bzw. Abteilungsleiter der Kreisleitung Dippoldiswalde. 1949 besuchte er fünf Monate lang die Landesparteischule Sachsen in Ottendorf.
Von 1950 bis 1952 war er Pressereferent beim Amt für Information der sächsischen Landesregierung, dann von 1952 bis 1954 hauptamtlicher Parteisekretär der Betriebsparteiorganisation (BPO) der SED beim Vorsitzenden des Rates des Bezirkes Dresden. Von 1954 bis 1960 leitete er die Abteilung Sicherheit der SED-Bezirksleitung Dresden. Von Juni 1960 bis Januar 1961 fungierte er als Erster Stellvertreter des Vorsitzenden und war dann von Februar 1961 bis März 1963 Vorsitzender des Rats des Bezirkes Dresden. Zwischen März 1963 und September 1966 absolvierte er ein Studium an der Parteihochschule beim ZK der KPdSU in Moskau mit dem Abschluss als Diplom-Gesellschaftswissenschaftler. Von 1966 bis 1969 war er Stellvertreter des Ministers für Anleitung und Kontrolle der Bezirks- und Kreisräte. Von 1969 bis 1982 wirkte er als stellvertretender Leiter der Abteilung für Staats- und Rechtsfragen im ZK der SED. Von Juli 1982 bis Dezember 1989 war er erneut Vorsitzender des Rates des Bezirkes Dresden sowie Mitglied des Sekretariats der Bezirksleitung Dresden der SED.
Im März 1990 trat er in den Vorruhestand.
Am 9. August 1995 wurde er durch die 4. Große Strafkammer des Landgerichts Dresden nach einer Anklage wegen »Anstiftung zur Wahlfälschung als Vorsitzender der Wahlkommission des Bezirkes Dresden während der Kommunalwahlen am 7. Mai 1989« zu einer Freiheitsstrafe von neun Monaten auf Bewährung verurteilt.

## Auszeichnungen
- Vaterländischer Verdienstorden in Bronze (1970), in Silber und in Gold (1988)